# Phaeoceros gualaquizanus
Phaeoceros gualaquizanus là một loài rêu trong họ Anthocerotaceae. Loài này được Stephani Gradst. mô tả khoa học đầu tiên năm 1979.